# セントローレンス郡 (ニューヨーク州)
セントローレンス郡（英: St. Lawrence County）は、アメリカ合衆国ニューヨーク州の北部に位置する郡である。人口は10万8505人（2020年）。郡庁所在地はカントン村であり、同郡で人口最大の都市はオグデンズバーグである。郡名はセントローレンス川から採られ、この川はフランス人探検家がカトリックの聖人聖ローレンスの聖名祝日に発見したことから名付けられた。面積では州内最大の郡である。

## 歴史
1683年にニューヨーク植民地で郡が作られたとき、現在のセントローレンス郡地域はオールバニ郡に属していた。これは巨大な郡であり、ニューヨーク州北部とバーモント州の全てを含んでおり、さらに理論的には西の太平洋岸まで広がっていた。1766年7月3日に、カンバーランド郡を分離し、1770年3月16日にグロスター郡を分離したが、どちらも現在はバーモント州に含まれている。
1772年3月12日、オールバニ郡の残りが3つに分割され、1つはオールバニ郡の名前で残った。あとの2つは西部に作られたトライアン郡と東部に作られたシャーロット郡（後にワシントン郡となった）だった。トライアン郡の東部境界は現在のスケネクタディ市の西約5マイル (8 km) にあり、アディロンダック山地の西側と、デラウェア川西支流より西の領域を含んでいた。トライオン郡に指定された地域には現在のニューヨーク州37郡が入っている。ニューヨーク植民地総督のウィリアム・トライアンに因んで名付けられた。
1784年、アメリカ独立戦争を終わらせた条約締結に続いて、シャーロット郡はアメリカ独立戦争の司令官で後に初代アメリカ合衆国大統領になったジョージ・ワシントンに因み、ワシントン郡と改名された。トライアン郡はモンゴメリー郡に改名された。これは独立戦争時の将軍リチャード・モントゴメリーに因む命名だった。モントゴメリーはカナダで数か所を占領した後、ケベック市攻略中に戦死した。憎まれたイギリスの総督に代わる命名だった。
1788年、クリントン郡がワシントン郡から分離して設立された。クリントン郡も現在の領域よりは広く、セントローレンス郡を初め現在の多くの郡の全体あるいは一部を含んでいた。
1789年、モンゴメリー郡からオンタリオ郡が分離した。このときのオンタリオ郡は現在の領域よりもかなり広かった。現在のアリゲイニー郡、カタラウガス郡、シャトークア郡、エリー郡、ジェネシー郡、モンロー郡、ナイアガラ郡、オーリンズ郡、スチューベン郡、ワイオミング郡、イェーツ郡の全体と、スカイラー郡、ウェイン郡の一部が含まれていた。
1791年に行われたマコーム買収では、現在のセントローレンス郡もその中に入っていた。
1791年、モンゴメリー郡からハーキマー郡が、タイオガ郡とオチゴ郡と共に分離した。1794年、ハーキマー郡からオノンダガ郡が分離して設立された。このオノンダガ郡でもまだ広く、現在のカユガ郡、コートランド郡およびオスウェゴ郡の一部が含まれていた。1798年、オナイダ郡がハーキマー郡から分離して設立された。当時は現在のジェファーソン郡、ルイス郡およびオスウェゴ郡の一部が含まれていた。同時にハーキマー郡の一部とタイオガ郡の一部を合わせて、シェナンゴ郡が設立された。
1799年、クリントン郡からエセックス郡が分離して設立された。
1802年、クリントン郡、ハーキマー郡、モンゴメリー郡のそれぞれ一部を合わせてセントローレンス郡が設立された。当時はオグデンズバーグが郡庁所在地だったが、1828年にカントンに移された。カントンを選定したのは、郡庁所在地を巡ってオグデンズバーグとポツダムの支持派閥同士にあった争いを止めさせる条件として、郡が州議会と取引した結果だった。

### 地震
1944年9月5日、マッセナを震源とするマグニチュード5.8の地震が郡を襲った。この地震は北のカナダや南のメリーランド州でも、また東はメイン州から西はインディアナ州でも感じられた。ニューヨーク州の歴史でも最大の地震である。

## 地理
郡内にアディロンダック公園の一部があり、またオスウェガッチー川が流れ、クランベリー湖とオゾニア湖がある。

### 空港
郡内には次の公営空港がある。
- マッセナ国際空港(MSS)
- オグデンズバーグ国際空港 (OGS)
- ポツダム市民空港 (PTD)
- ムーアズ空港 (1E8)、デグラス

### 隣接する郡
- カナダ、オンタリオ州ストーモント・ダンダス・グレンゲリー連合郡 - 北
- カナダ、オンタリオ州リーズ・グレンビル連合郡 - 北西
- フランクリン郡 - 東
- ハーキマー郡 - 南
- ハミルトン郡 - 南
- ルイス郡 - 南西
- ジェファーソン郡 - 西

## 人口動態
以下は2000年国勢調査による人口統計データである。
| 基礎データ - 人口: 113,931人 - 世帯数: 40,506 世帯 - 家族数: 26,936 家族 - 人口密度: 16人/km2（42人/mi2） - 住居数: 49,721 軒 - 住居密度: 7軒/km2（18軒/mi2） 人種別人口構成 - 白人: 94.51% - アフリカン・アメリカン: 2.38% - ネイティブ・アメリカン: 0.87% - アジア人: 0.71% - 太平洋諸島系: 0.03% - その他の人種: 0.69% - 混血: 0.51% - ヒスパニック・ラテン系: 1.79% 先祖による構成 - フランス系：16.9% - アイルランド系：16.1% - アメリカ人：13.9% - イギリス系：11.6% - フランス系カナダ人：8.1% - ドイツ系：7.9% - イタリア系：7.6% 言語による構成 - 英語：97.6% - スペイン語：1.2% - フランス語：1.2% | 年齢別人口構成 - 18歳未満: 23.4% - 18-24歳: 13.8% - 25-44歳: 27.4% - 45-64歳: 22.4% - 65歳以上: 13.0% - 年齢の中央値: 35歳 - 性比（女性100人あたり男性の人口） - 総人口: 130.3 - 18歳以上: 102.1 世帯と家族（対世帯数） - 18歳未満の子供がいる: 31.8% - 結婚・同居している夫婦: 51.5% - 未婚・離婚・死別女性が世帯主: 10.3% - 非家族世帯: 33.5% - 単身世帯: 26.5% - 65歳以上の老人1人暮らし: 11.2% - 平均構成人数 - 世帯: 2.49人 - 家族: 2.99人 収入と家計 - 収入の中央値 - 世帯: 30,356米ドル - 家族: 34,510米ドル - 性別 - 男性: 30,135米ドル - 女性: 24,253米ドル - 人口1人あたり収入: 14,728米ドル - 貧困線以下 - 対人口: 19.9% - 対家族数: 12.3% - 18歳未満: 21.4% - 65歳以上: 10.3% |

## 都市と町
| - オグデンズバーグ市 - カントン村 - 郡庁所在地 - カントン町 - ブレイシャー町 - ブレイシャーフォールズ・ウィンスロップ - クレア町 - クリフトン町 - コルトン町 - デカルブ町 - デペイスター町 - エドワーズ町 - エドワーズ村 - ファイン町 - ファウラー町 - ガバヌーア村 - ガバヌーア町 - ハモンド町 - ハモンド村 - ハーモン町 - ハーモン村 - ヒューベルトン村 - ホプキントン町 - ローレンス町 - リスボン町 |  | - ルイビル町 - マコーム町 - マドリード町 - マッセナ村 - マッセナ町 - モリスタウン町 - モリスタウン村 - ノーフォーク町 - ノーウッド村 - オスウェガッチー町 - パリッシュビル町 - ピアースフィールド町 - ピアポント町 - ピトケアン町 - ポツダム村 - ポツダム町 - レンスラーフォールズ村 - リッチビル村 - ロッシー町 - ラッセル町 - スターレイク - ストックホルム町 - ワディントン町 - ワディントン村 |

## 教育
郡内にはセントローレンス大学、ニューヨーク州立大学ポツダム校、クラークソン大学、ニューヨーク州立大学ESFレンジャー学校、ニューヨーク州立大学カントン校がある

### 公共教育学区
郡内には17の公共教育学区があり、ルイス郡のハリスビル中央教育学区と共に、全てセントローレンス・ルイスBOCES監督地区の管轄下にある。
- ブレイシャーフォールズ中央教育学区
- カントン中央教育学区
- クリフトン・ファイン中央教育学区
- コルトン・ピアポント中央教育学区
- エドワーズ・ノックス中央教育学区
- ガバヌーア中央教育学区
- ハモンド中央教育学区
- ハーモン・デカルブ中央教育学区
- ヒューベルトン中央教育学区
- リスボン中央教育学区
- マドリード・ワディントン中央教育学区
- マッセナ中央教育学区
- モリスタウン中央教育学区
- ノーウッド・ノーフォーク中央教育学区
- オグデンズバーグ市教育学区
- パリッシュビル・ホプキントン中央教育学区
- ポツダム中央教育学区

## メディア
郡内にはAMラジオ局が1つ、FMラジオ局が2つある。